# 장쯔이
장쯔이(장자이, 중국어: 章子怡, 병음: Zhāng Zǐyí, 1979년 2월 9일 ~ )는 중국의 배우로 베이징시에서 태어났다.

## 학력
- 중앙희극학원 연기학과 학사

## 출연작품
- 《고질라: 킹 오브 몬스터》(2019) - 아일린 첸 / 링 첸 역
- 《클로버필드 패러독스》(2018)
- 《위험한 관계》(2012)
- 《Horsemen》(2009)
- 《소피의 연애 매뉴얼》(2009)
- 《매란방》(2008)
- 《야연》(2006)
- 《오페레타 너구리 저택》(2005)
- 《게이샤의 추억》(2005) - 사유리 역
- 《Jasmine Women》(2004)
- 《연인》(2004)
- 《2046》(2004)
- 《자줏빛 나비》(2003)
- 《조폭 마누라 2 - 돌아온 전설》(2003)
- 《영웅》(2002)
- 《무사》(2001)
- 《러시아워 2》(2001)
- 《와호장룡》(2000)
- 《집으로 가는 길》(1999)
- 《Touching Starlight》(1996)
- 《촉산전》
- 《자호접》
- 《일대종사》